# Antonín Dvořák
Antonín Dvořák (n. 8 septembrie 1841, Nelahozeves, Țările Coroanei Boeme, Imperiul Austriac – d. 1 mai 1904, Praga, Austro-Ungaria) a fost un compozitor de muzică cultă, originar din regiunea Boemia din Cehia.

## Biografie
Antonin Dvorak s-a născut la data de 8 septembrie 1841 în satul Nehalozeves, așezat pe malul Vltavei, în apropiere de Praga. Ca fiu al unui măcelar-cafegiu, a deprins primele îndeletniciri ale meseriei de la tatăl său, iar primele noțiuni muzicale le va învăța de la organistul orașului Zlonice. Tatăl viitorului compozitor avea un han țărănesc, iar mama lui era în serviciul unei familii princiare, pe nume Lobkowitz, din apropierea satului natal.
Antonin va crește în ambianța atmosferei de la țară și din fragedă copilărie va cânta împreuna cu copiii țăranilor melodiile populare și va deprinde cântările bisericești în biserica satului. Este atras de dansurile tinerilor de la țară, iar acest lucru îi va influența definitiv tehnica compoziției de mai târziu, ce-l va face celebru în întreaga lume.
Unul dintre primii lui profesori de muzică, Josef Spitz, organist de meserie, îl va învăța să cânte la vioară și, nu după mult timp, Antonin la vârsta de 8 ani va intra în mica orchestră de pe lângă hanul tatălui său.
După ce va termina stagiul școlar în satul natal, în anul 1853 va fi găzduit de unchiul său în orășelul Zlonice unde va studia pianul, vioara și viola precum și teoria muzicii și canto coral cu profesorul Antonin Liechmann (1808-1879). Despre acest profesor compozitorul își va amintii cu drag pe tot parcursul vieții, mai cu seamă că acesta îl va iniția în aprofundarea tradițiilor naționale muzicale ale Cehiei.

## Influențe
Profesorul Liechmann, angajat în munca de culegere și de notare a cântecelor populare, a observat talentul tânărului Antonin, care sub îndrumarea sa făcea progrese remarcabile. Tânărul Dvorak va compune primele piese instrumentale, scrise în cea mai mare parte pe teme melodice populare și de dans cehe, pe care compozitorul de mai târziu le-a îndrăgit toată viața.

## Lucrări
Antonin Dvořák a lăsat 189 de lucrări muzicale.
Catalogul lucrărilor lui Dvořák după numărul opusului este destul de confuz. Unele lucrări au două sau chiar trei numere diferite, ordinea cronologică nu este întotdeauna respectată, iar unele lucrări nu au număr. Prin urmare, este de preferat să se adopte nomenclatura propusă de Jarmil Burghauser.

### Opere
- 1874 Le Roi et le Charbonnier
- 1876 Vanda
- 1877 Țăranul viclean
- 1881 Les Têtes dures
- 1882 Demetrius (Dimitrij)
- 1889 Jakobinul (Jakobín)
- 1899 Diavolul și Katinka (Čert a Káča)
- 1901 Rusalka
- 1904 Armida
- 1938 Alfred – (compusă în 1870)

### Oratorii
Cămășile de nuntă, opus 69 (Premiera în 27 august 1885 la Plzeň)

### Muzică simfonică
- Două serenade:

Serenada nr.1 pentru coarde în mi major, B. 52 (op. 22, 1875)
Serenada nr.2 pentru suflători, violoncel și contrabas în re minor, B. 77 (op. 44, 1878)
- Nouă simfonii:

Simfonia nr.1 în minor„Clopotele din Zlonice”, B. 9 (op. 3, 1865)
Simfonia nr.2 în si bemol major, B. 12 (op. 4, 1865)
Simfonia nr.3 în mi bemol major, B. 34 (op. 10, 1873)
Simfonia nr.4 în re minor, B. 41 (op. 13, 1874)
Simfonia nr.5 în fa major, B. 54 (op. 76, 1875)
Simfonia nr.6 în re major, B. 112 (op. 60, 1880)
Simfonia nr.7 în re minor, B. 141 (op. 70, 1884-85)
Simfonia nr.8 în sol major, B. 163 (op. 88, 1889)
Simfonia nr.9 în mi minor „din Lumea Nouă”, B. 178 (op. 95, 1893)